# Free!
Free! ist eine Anime-Fernsehserie der Studios Kyoto Animation und Animation Do aus den Jahren 2013 und 2014. Sie basiert auf der zuvor entstandenen, jedoch erst nachträglich veröffentlichten Light Novel High Speed! von Kōji Ōji, die bei Kyoto Animations Romanimprint KA Esuma Bunko erschien. Das Werk, in dem es um einen Schwimmclub von Oberschülern geht, ist in die Genres Sport, Drama und Comedy einzuordnen.

## Handlung
In der Grundschule war er noch im Schwimmclub aktiv und erfolgreich, aber als Oberschüler war Haruka Nanase schon lange nicht mehr als Schwimmsportler aktiv. Mit seinem früheren Teamkameraden Makoto Tachibana ist er immer noch gut befreundet. In der Schule treffen sie auf Nagisa Hazuki, dem Dritten in ihrem Staffelteam, der gerne wieder mit ihnen schwimmen würde. Plötzlich taucht auch der Vierte auf, Rin Matsuoka. Dieser war lange in Australien, um an einer dortigen Spezialschule ein besserer Schwimmer zu werden. Nun geht er auf ein Internat in der Nähe, das für die Ausbildung von Schwimmern bekannt ist. Er tritt gegen Haruka an und gewinnt, zu seiner Enttäuschung, nur knapp.
Bereits ein Jahr nachdem Rin nach Australien gegangen war, trat er gegen Haruka an. Dabei verlor er, trotz seines Auslandjahres, und war deswegen verzweifelt. Haruka machte sich seitdem Vorwürfe ihn verletzt zu haben und hörte mit dem Schwimmen auf. Nun wollen die drei, da Rin wieder in Japan ist und trotz seiner damaligen Niederlage wieder schwimmt, in der Iwatobi-Oberschule einen neuen Schwimmclub gründen. Mit ihrer Klassenlehrerin Miho Amakata, Rins kleiner Schwester und Mitschülerin der drei, Gō Matsuoka sowie dem vierten Clubmitglied Rei Ryūgazaki gelingt ihnen die Gründung des neuen Clubs. Rei, der eigentlich Leichtathlet ist, musste erst mühsam überzeugt und ihm das Schwimmen beigebracht werden.
Schließlich treten die vier Schwimmer beim Regionalturnier an, verlieren jedoch alle in ihren jeweiligen Schwimmstilen. Im Freistil, das einzige was Haruka schwimmen will, verliert er gegen Rin. Der will von da an nie wieder gegen Haruka antreten. Um sich doch noch für das nächste Turnier zu qualifizieren, treten sie in der Lagenstaffel an und können gewinnen. Rin entscheidet sich, im Regionalturnier auch in der Lagenstaffel zu schwimmen, um sich doch erneut mit Haruka zu messen. Alle bereiten sich intensiv vor, die Gruppe der Iwatobi-Schule wird nun auch von ihrem Trainer aus der Grundschulzeit unterstützt. In einem Gespräch mit Rin erfährt Rei, dass dieser nicht wegen Haruka mit den Schwimmen aufgehört hatte, sondern weil er in Australien erfolglos und ohne Freunde war.
Kurz vor dem Regionalturnier erfährt Rin, dass er nicht in der Staffel mitschwimmt. Er war zuletzt oft nicht in bester Form, da er an seine alten Freunde denkt. Dass er nicht gegen ihre Staffel antreten kann, demotiviert ihn so, dass er auch im Freistilschwimmen versagt. Rin ist verzweifelt und wütend und will mit dem Schwimmen endgültig aufhören. Da die Vier aus Iwatobi erkennen, dass es ihnen immer vor allem darum ging, miteinander zu schwimmen, lassen sie Rin statt Rei in ihrem Team antreten. Sie gewinnen so das Turnier, doch werden für die Teilnahme eines Schülers einer anderen Schule im eigenen Team disqualifiziert.
Im folgenden Schuljahr nimmt das Team sich vor, bis zur Landesmeisterschaft zu kommen. Doch zunächst versuchen sie, erfolglos, neue Mitglieder zu gewinnen. In Rin Matsuokas Schule sind die ältesten Schüler aus dem Team ausgetreten, nachdem sie die Schule verlassen haben, und junge Clubmitglieder rücken nach. Außerdem kommt Sōsuke Yamazaki an die Schule, mit dem Rin bereits in der Grundschule geschwommen und mit dem er gut befreundet ist. Sōsuke zeigt sich bald eifersüchtig auf die gute Beziehung zwischen Rin und Haruka. Als nach langem Training die Wettbewerbe beginnen, zeigt sich auch warum: Sōsuke hat eine chronische Verletzung der Schulter und hat seinen Traum einer Schwimmerkarriere aufgegeben. Vor seinem Team verbirgt er das, um noch einmal mit Rin im Wettbewerb schwimmen zu können. Im Regionalturnier wird ihm dieser Wunsch dann erfüllt und er spricht sich mit Rin und Haruka aus.
Während des Trainings hadert Makoto mit seinen Plänen für die Zeit nach dem Schulabschluss. Als er als Aushilfskraft im Schwimmclub von Iwatobi anfängt, begeistert er sich dafür, Kindern das Schwimmen beizubringen. Schließlich entscheidet er sich, in Tokio zu studieren und Schwimmlehrer zu werden. Auch Haruka kann sich lange nicht entscheiden, was er nach der Schule macht. Geschwommen ist er stets aus Freude und nicht, um zu siegen; darin sieht er keinen Sinn. Nachdem er durch diese Zweifel die Motivation zum Schwimmen ganz verliert und sich mit Makoto streitet, nimmt Rin ihn auf eine Reise nach Australien mit. Dort findet Haruka neuen Mut und will nun, wie auch Rin, Profischwimmer werden. Schließlich treten die beiden Teams von Rin und Haruka im Landesturnier an, ehe Makoto, Haruka und Rin nach dem Schulabschluss ihre eigenen Wege gehen, wobei man in den Abschlussszenen sieht, dass Makoto und Haruka noch immer Nachbarn sind und Haruka gegen Rin nun im Profisport antritt.
Nach Abschluss der Oberschule gehen Haruka und Makoto gemeinsam nach Tokio zum Studieren. Dort treffen sie Asahi Shina, den sie aus der Mittelschule kennen, und mit dem sie nun viel Zeit verbringen. Sie erfahren, dass auch Ikuya Kirishima in Tokio ist, der mit ihnen zusammen im Schwimmklub der Mittelschule war. Doch dessen Träume vom gemeinsamen Antreten bei Wettbewerben haben die drei enttäuscht, als sie weggezogen sind oder den Klub aufgegeben haben. Ikuya leidet noch immer unter der Enttäuschung von damals und meidet den Kontakt zu ihnen. Sein Freund Hiyori Toono, den er in den USA kennengelernt hat, hält die drei Freunde von ihm fern, damit sie Ikuya nicht schaden und der sich auf seinen Erfolg als Schwimmer konzentrieren kann. Auch zu seinem älteren Bruder Natsuya hat Ikuya ein distanziertes Verhältnis. Während die drei Freunde versuchen, doch wieder Kontakt zu Ikuya zu bekommen und Hiyori zu überzeugen, lernt Makoto die Freude kennen, Kinder und angehende Schwimmer zu trainieren. Er nimmt sich vor, als Trainer die bestehen Sportler an die Weltspitze zu begleiten. In der Iwatobi-Oberschule hat der nun von Nagisa und Rei geleitete Klub neue Mitglieder bekommen, die sich auf die Teilnahme an Wettbewerben vorbereiten. Und Rin ist wieder in Australien, wo ein exzentrischer Trainer und früherer Spitzensportler auf ihn aufmerksam wird. Der bereitet ihn auf die kommende Nationalmeisterschaft in Japan vor – wie auch Haruka nun einen eigenen Trainer gefunden hat, der sein Potential fördern will.
Bei den Qualifikationen zur Meisterschaft kann sich schließlich mit Haruka und seinen Freunden versöhnen. Als sie gegeneinander antreten, kann Ikuya neue Kraft und neue Freude am Schwimmen schöpfen. Zur Nationalmeisterschaft kommen dann auch Rin und die Schwimmklubs aus Iwatobi, die sich in der Jugendmeisterschaft messen, nach Tokio. So treffen sich alle Freunde wieder und lernen neue Freunde und Rivalen kennen. Rin kann sich für die Weltmeisterschaft qualifizieren, während Harukas erster Versuch fehlschlägt. Die Qualifikation für 100-m-Freistil am nächsten Tag, an der Haruka, Ikuya und Rin teilnehmen, steht noch aus.

## Charaktere
Haruka Nanase (七瀬 遙):
Er ist die Hauptfigur und eher eine stille Person. Er schwimmt am Anfang nur, weil er es liebt, aber später auch in Turnieren und grundsätzlich nur Freistil, jedoch sieht man in der letzten Folge, dass Haruka wegen Ikuya beim Lagenschwimmen teilnimmt und so auch die anderen drei Schwimmstile schwimmt. Haruka wird von seinen Freunden meistens „Haru“ genannt. Seine besten Freunde sind Makoto, Nagisa und Rin, die er seit der Grundschule kennt. Haruka isst gerne Makrelen. Er hat schwarze, kurze Haare und meeresblaue Augen.
Makoto Tachibana (橘 真琴):
Er ist Harukas bester Freund und immer für Späße zu haben. Seine Disziplin ist hauptsächlich Rückenschwimmen, aber er beherrscht auch die anderen Schwimmstile. Makoto ist sehr loyal und will nur das Beste für Haruka. Deswegen holt er seinen besten Freund auch immer morgens zur Schule ab. Wie man in einer Folge sehen kann, hat Makoto Angst vor gefährlichen Sachen und der Dunkelheit. Nach seiner Schulzeit studiert Makoto in Tokio zusammen mit Haruka und entschließt sich dort, als Schwimmlehrer zu arbeiten. Makoto hat zwei kleine Geschwister, die Ran und Ren heißen. Makoto ist der Kapitän des Schwimmclubs und der älteste der vier Freunde. Er hat braune Haare und grüne Augen.
Nagisa Hazuki (葉月 渚):
Er ist der Jüngste der Freunde. Seine Disziplin ist das Brustschwimmen, woran er sehr viel Spaß hat.  Nagisa macht gerne Witze und isst sehr gerne. Außerdem gibt er seinen Freunden und Bekannten verniedlichende Spitznamen, die außer ihm aber niemand verwendet (-chan bzw. -lein). Über seine Familie ist kaum etwas bekannt, außer, dass er eine Schwester hat. Er hat hellblonde Haare und rote Augen.
Rei Ryugazaki (竜ヶ崎 怜):
Rei ist der gebildetste Junge unter den Freunden. Seine Disziplin ist das Schmetterlingschwimmen, worin er sehr gut und seine einzige Art zu Schwimmen ist, bis ihm Rin die anderen Schwimmarten beibringt. Rei wollte am Anfang gar nicht in den Iwatobi-SC, weil er Schwimmen nicht so anmutig wie Leichtathletik fand. Er bewundert stets Harukas Schwimmstil, da dieser eine besondere Art für den Freistil hat. Rei ist es, der Rin und Haruka wieder zusammen zum Schwimmen bringt. Er hat blaue Haare und blaue Augen. Außerdem trägt Rei eine rote Brille, die er putzt oder verschiebt, wenn er nervös oder aufgeregt ist.
Rin Matsuoka (松岡 凛):
Er ist Harukas Rivale und Freund. Rins Disziplinen sind Freistil und Schmetterling, aber er kann wie die anderen auch alle anderen Schwimmarten. Rin will gerne Profischwimmer werden und hofft insgeheim, dass Haruka den gleichen Traum teilt. Rin zeigt nicht gern seine Gefühle. Sein Markenzeichen ist seine Badekappe, deren Band er vor Turnieren spannt und dann wieder loslässt. Seine kleine Schwester ist Gō. Rins anderer bester Freund ist Sōsuke Yamazaki. Rin hat rote, fast schulterlange Haare und rote Augen.
Sōsuke Yamazaki (山崎 宗介):
Sōsuke ist Rins bester Freund. Seine Disziplin ist das Schmetterlingsschwimmen, weswegen Rin bei einer Staffel immer Freistil schwimmt. Am Anfang ist Sōsuke eifersüchtig auf Rins und Harukas gute Beziehung. Sōsuke, der gerne mit Rin schwimmt und gerne auch wieder eine Staffel mit ihm schwimmen würde, hat eine schwere Schulterverletzung, hält das allerdings vor Rin lange geheim, damit er weiter mit ihm schwimmen kann. Im Verlauf der Handlung erholt sich Sōsuke langsam von seiner Verletzung. Er hat schwarze Haare und türkisblaue Augen.
Gō Matsuoka (松岡 江):
Gō ist Rins kleine Schwester und die Managerin des Iwatobi-SC. Meistens will sie mit „Kō“ angeredet werden, allerdings hält sich niemand daran. Gō liebt Muskeln über alles und freut sich darüber, dass die große Schwester von Momotaro, der in sie verliebt ist, auch Muskeln mag. Trotz ihrer Schwärmereien ist Gō eine gute Managerin. Sie hat rote, lange Haare, die meistens zu einem Zopf gebunden sind und rote Augen – wie ihr großer Bruder Rin.
Ikuya Kirishima (桐嶋 郁弥):
Ikuya Kirishima ist Natsuyas kleiner Bruder. Er war während seiner Mittelschulzeit mit Haruka, Makoto und Asahi im Schwimmclub. Dort schwamm er Brust, allerdings war er sehr von Harukas Freistil angetan, woraufhin er versuchte, ihn nachzuahmen. Mit seinem großen Bruder Natsuya verstand sich Ikuya nicht so gut, da dieser wollte, dass sein kleiner Bruder seine eigenen Wege geht. Am Ende der dritten Staffel treten Natsuya und Ikuya gegeneinander an und vertragen sich wieder. Ikuya hat grün-schwarze Haare und rote Augen.
Asahi Shiina
Asahi Shiina war mit Haruka, Makoto, Ikuya und Kisumi Shigino in der Mittelschule. Er war neu, da seine Familie oft umgezogen ist. Es ist bekannt, dass er eine ältere Schwester hat, die mit einem Fotografen verheiratet ist, der später über Haruka berichtet. In seiner Mittelschulzeit schwamm Asahi Schmetterling, jedoch konnte er auch die anderen Schwimmstile. Für eine kurze Zeit mangelte es bei ihm an Selbstvertrauen und traf in einer Bibliothek Rei. Er hat ein großes Ego und ist sehr impulsiv. Genau wie seine Schwester hat er rote Haare und rote Augen.
Kisumi Shigino
Kisumi Shigino ist der einzige, der während der Mittelschulzeit von Haruka und Makoto nicht im Schwimmclub, sondern im Basketballclub war. Als die anderen den Schwimmclub beitreten, war er etwas enttäuscht, da er sie gerne im Basketballclub gehabt hätte. Er macht sich öfter über die Ausraster von Asahi lustig und zieht ihn damit auf. Später trifft er Makoto und Haruka wieder, als Makoto seinen kleinen Bruder beim Schwimmen trainiert. Er hat rosafarbene Haare und lavendelfarbige Augen.
Natsuya Kirishima (霧島なつや):
Natsuya Kirishima ist der große Bruder von Ikuya. In der Mittelschulzeit von Haruka, Makoto, Asahi und Ikuya war er ihr Trainer, zusammen mit seinem besten Freund. In den späteren Folgen ist Natsuya gut im Schwimmen. Zwischen ihm und seinem kleinen Bruder Ikuya war die Beziehung etwas schlechter, da Ikuya seinen Bruder nachahmen wollte und nicht allein da stehen wollte, jedoch kriegt es Natsuya irgendwann hin, Ikuya zu überzeugen, seinen eigenen Weg zu gehen, aber er wäre immer für seinen kleinen Bruder da. Am Ende der dritten Staffel treten Natsuya und Ikuya gegeneinander an. Natsuya hat hellbraune Haare und braune Augen.

## Produktion und Veröffentlichung

### Fernsehserie
Die Serie wurde 2013 unter der Regie von Hiroko Utsumi bei den Studios Kyōto Animation und Animation Do – einer Tochter des ersteren – produziert. Das Konzept stammt von Kōji Ōji, der die Geschichte von vier Grundschülern und ihrem Schwimmklub als Light Novel beim Kyoto Animation award 2011 einreichte. Autor Masahiro Yokotani entwarf den Anime als Fortsetzung der Light Novel in der Oberschulzeit der vier Freunde. Gemeinsam mit Reiko Yoshida schrieb er auch die Episodendrehbücher. Das Charakterdesign wurde entworfen von Futoshi Nishiya und die künstlerische Leitung lag bei Jōji Unoguchi.
Die 12 Folgen der ersten Staffel der Serie wurde vom 5. Juli bis zum 27. September 2013 kurz nach Mitternacht (und damit am vorigen Fernsehtag) auf Tokyo MX erstausgestrahlt, gefolgt von TV Aichi, ABC, BS11 und AT-X. Vom 4. Juli bis 26. September 2014 mitternachts wurde die zweite Staffel mit 13 Folgen Free! – Eternal Summer ausgestrahlt. Die Streaming-Plattform Crunchyroll zeigt den Anime als Simulcast in untertitelten Fassungen in diversen Sprachen, darunter Deutsch und Englisch. In Korea wurde eine synchronisierte Fassung von Animax ausgestrahlt, in Frankreich von Nolife. Am 1. August 2015 gab der Publisher Peppermint Anime bekannt, dass sie sich die Lizenzrechte an der Serie gesichert haben.
Am 12. Juli 2018 punkt Mitternacht begann die Ausstrahlung der dritten Staffel Free! – Dive to the Future mit weiteren 12 Folgen. An deren Abschluss am 26. September 2018 wurde eine Fortsetzung für 2020 angekündigt. Wakanim streamte die Staffel deutsch untertitelt als Simulcast, Crunchyroll veröffentlichte die Staffel international unter anderem mit deutschen und englischen Untertiteln.

### Filme
Mit Free! – Timeless Medley (劇場版 Free!-Timeless Medley) wurden die erste und zweite Staffel zu zwei Kinofilmen zusammengeschnitten und um neue Szenen ergänzt. Sie erschienen am 21. Oktober und 18. November 2017 als einmaliges Filmevent in ausgewählten deutschen und österreichischen Kinos. Bereits am 5. Dezember 2015 kam in Japan der Film High Speed! Free! Starting Days in die Kinos. Er basiert auf dem zweiten Band der Light-Novel-Vorlage und erzählt von Harukas und seiner Freunde Zeit in der Mittelschule (im deutschen ist er in der 7. Klasse) und damit die Vorgeschichte zur ersten Staffel. Am 16. Januar 2016 wurde der Film von Peppermint im Rahmen eines Festivals in deutschen Kinos gezeigt. Darüber hinaus wurde zwischen dem 27. Januar und 11. Februar 2018 ein weiterer Kinofilm, Free! Take Your Marks (特別版 Free!-Take Your Marks-), im Rahmen des Akiba Pass Festivals in ausgewählten deutschen und österreichischen Kinos gezeigt, der die Ereignisse nach der zweiten Staffel in vier Kurzgeschichten thematisiert. Eine deutsche Synchronisation des dritten Films erschien am 26. Oktober 2018. Die deutsche Synchronisation der dritten Staffel Free! Dive to the Future erschien in zwei Volumes am 26. Juli und 4. Oktober 2019.
Die Ende der dritten Staffel angekündigte Fortsetzung sollte als Anime-Film entstehen und dabei eine komplett neue Handlung beinhalten. Der Film sollte ursprünglich im Sommer 2020 in die Kinos kommen. Kyōto Animation gab aber im November 2019 bekannt, dass der Release des Films auf unbestimmte Zeit verschoben wurde. Ende April 2021 gab das Studio bekannt, dass es zwei neue Anime-Filme mit dem Titel Free! – The Final Stroke (劇場版 Free!-the Final Stroke-) produziert, die die Handlung von Free! abschließen. Der erste Film kam am 17. September 2021 in den japanischen Kinos, der zweite Film am 22. April 2022.

### Synchronisation
Die deutsche Synchronisation entstand in den Oxygen Sound Studios in Berlin, unter der Dialogregie von René Dawn-Claude. Das Dialogbuch zur Serie schrieb Rieke Werner.
| Rolle              | japanischer Sprecher (Seiyū) | Deutsche Sprecher                                     |
| ------------------ | ---------------------------- | ----------------------------------------------------- |
| Haruka Nanase      | Nobunaga Shimazaki           | Ricardo Richter                                       |
| Makoto Tachibana   | Tatsuhisa Suzuki             | Asad Schwarz                                          |
| Nagisa Hazuki      | Tsubasa Yonaga               | Christian Zeiger                                      |
| Rei Ryugazaki      | Daisuke Hirakawa             | Jan Makino (Serie + Film 1) Henning Nöhren (Film 2-4) |
| Rin Matsuoka       | Mamoru Miyano                | Tim Knauer                                            |
| Sosuke Yamazaki    | Yoshimasa Hosoya             | Marios Gavrilis                                       |
| Aiichiro Nitori    | Kōki Miyata                  | Vincent Borko                                         |
| Momotaro Mikoshiba | Kenichi Suzumura             | Dirk Petrick                                          |
| Gō Matsuoka        | Akeno Watanabe               | Julia Fölster                                         |
| Miho Amakata       | Satsuki Yukino               | Tanja Schmitz                                         |
| Seijuro Mikoshiba  | Kenjiro Tsuda                | Nick Forsberg                                         |
| Goro Sasabe        | Hiroshi Yanaka               | Fritz Rott                                            |
| Chigusa Hanamura   | Satomi Sato                  | Rieke Werner                                          |
| Kisumi Shigino     | Chihiro Suzuki               | Konrad Bösherz                                        |

### Musik
Die Musik der Serie wurde komponiert von Tatsuya Katō. Für den Vorspann wurde das Lied Rage on von Oldcodex verwendet. Der Abspann wurde unterlegt mit Splash Free von Style Five, bestehend aus den Sprechern der fünf Hauptfiguren. Die letzte Folge endet mit Ever Blue, ebenfalls von Style Five.
Der Vorspanntitel der zweiten Staffel ist Dried Up Youthful Fame von Oldcodex und für den Abspann wurde Future Fish von Style Five verwendet.
Bei der dritten Staffel wurde im Vorspann Heading to Over von Oldcodex verwendet und im Abspann Gold Evolution von Style Five.

## Weitere Veröffentlichungen
Die Light Novel High Speed! (ハイ☆スピード!, Hai Supīdo), geschrieben von Kōji Ōji, bildete die Vorlage zur Serie. Sie war zum Kyoto Animation Award 2011 eingereicht worden. Der erste Band erschien, illustriert vom Charakterdesigner der Serie Futoshi Nishiya, am 8. Juli 2013 bei Kyoto Animation zum Start der Fernsehserie. Ein zweiter Band, der von der Mittelschulzeit von Haruka und seinen Freunden erzählt, folgte am 2. Juli 2014 parallel zum ersten Film.
Die Serie wurde mit einer Internetradio-Sendung beworben. Iwatobi Channel (イワトビちゃんねる) startete am 17. Juni 2013. Die von Lantis produzierte und von Nobunaga Shimazaki und Tatsuhisa Suzuki moderierte Sendung lief jeden Montag. Im August und September 2013 erschienen die Folgen der Sendung auch auf zwei CDs.
Unter dem Titel Iwatobi Kōkō Suiei-bu Katsudō Nisshi (岩鳶高校水泳部　活動日誌) erschien im August und September ein Hörspiel auf zwei CDs.
Im Vorfeld des Kinofilms, der auf dem zweiten Band der Light Novel basiert, erschien im August 2015 auch eine Manga-Adaption der Light Novel. Die zweibändige Serie wurde gezeichnet von Shiori Teshigori.

## Rezeption
Die Serie war insbesondere bei weiblichen Zuschauern, auch in der deutschen Fanszene beliebt. Die Serie greife die vom Studio in vorhergehenden Serie wie Haruhi Suzumiya und K-On! erprobte Highschool-Club-Comedy-Formel auf, sei aber nicht nur Aufguss alter Erfolgskonzepte, so die Animania. So würden bekannte Charaktertypen und Handlungselemente „pflichtbewusst und mit viel Liebe platziert“ und variiert sowie humorvoll mit solchen Klischees umgegangen. Die sportlichen männlichen Protagonisten würden besonders die Mädchen ansprechen, aber durch universelle Sport- und Freundschaftsthemen biete der Anime auch anderen Zuschauern Grund, die Serie zu sehen. Obwohl es sich im Kern um „eine Wohlfühl-Show“ handle, bieten die Konflikte zwischen den Ambitionen der Charaktere und deren Vergangenheit genug Zündstoff und Drama.